# Донато, Франческо

Герб дожа

Франческо Донато (ок.1468 — 23 мая 1553) — 79-й венецианский дож.

## Биография
В будущем опытный дипломат и юрист, Донато в молодости проявил недюжинные способности в изучении классической литературы. Военное искусство его никогда не интересовало, он предпочитал трудиться на административных должностях. Современники видели в нём искусного оратора и человека очень острого ума. Он занимал должность подеста во многих городах. Был советником дожа, а также прокуратором Сан-Марко.
Был очень религиозным (возможно, из-за проблем со здоровьем), и с годами его религиозность только усиливалась.

## Правление
Франческо Донато был избран на пост дожа 24 ноября 1545, когда он был уже в престарелом возрасте. В годы его правления состоялся Тридентский собор и стало набирать силу движение Контрреформации, которому Венецианская Республика оказывала сопротивление, поскольку в торговой Венеции проживали не только католики, но очень много людей разных вероисповеданий. В 1547 году Рим всё же настоял на том, чтобы в Венеции было разрешено действовать римской инквизиции, но эта деятельность была обставлена множеством ограничений. Город по-прежнему развивался, возводилось много красивых зданий, но экономические проблемы, связанные с недавним открытием Америки, уже начинали ощущаться, хотя пока и не очень заметно.
Военных конфликтов во время правления дожа не было. Известен факт, что во время правления дожа был недостаток добровольных гребцов на венецианские галеры. Дож распорядился включать в состав команды осужденных. Эти галеры занимались борьбой против пиратов на Адриатике. При правлении дожа и при его непосредственном участии, Венецианская республика активно сопротивлялась попыткам Папы применять свою религиозную власть в светских делах республики.